# Евандро
 За другият футболист със същото име вижте Евандро да Силва.  
Евандро Фелипе де Лима Коста (на португалски: Ewandro Felipe de Lima Costa), по-познат просто като Евандро (на португалски: Ewandro), е бразилски футболист, който играе на поста централен нападател. Състезател на Локомотив (Пловдив).

## Кариера
Евандро се присъединява към академията на Сао Пауло през 2009 г. На 23 януари 2014 г. дебютира за мъжкия тим при победата с 4:0 като домакин на Моги Мирим, влизайки като резерва на мястото на  Луиш Фабиано в 84-та минута. Седмица по-късно отбелязва и първия си гол при победата с 6:3 като домакин на Рио Кларо.
На 6 юли 2016 г. бразилецът става част от отбора на Удинезе. Прави дебюта си на 25 септември при загубата с 1:0 като гост на Сасуоло.

### Локомотив Пловдив
На 13 юли 2022 г. Евандро подписва с пловдивския Локомотив. Записва своя дебют за тима на 30 юли при победата с 0:1 като гост на Ботев (Враца).

### Спартак Варна
На 7 февруари 2023 г. бразилецът е изпратен под наем във варненския Спартак. Дебютира на 11 февруари при загубата с 1:2 като домакин на Лудогорец.

## Национална кариера
На 6 април 2013 г. Евандро дебютира в официален мач за националния отбор на Бразилия до 17 г., при равенството 1:1 с националния отбор на Уругвай до 17 г., в среща от Първенството на Южна Америка под 17.

## Успехи
Атлетико Паранаенсе
- Паранаенсе 1 (1): 2016

 Наутико
- Пернамбукано 1 (1): 2022